# Politique de diffusion de la démocratie
La politique de diffusion de la démocratie, aussi appelée assistance à la démocratie, soutien à la démocratie ou encore renforcement de la démocratie, est une doctrine de la politique étrangère adopté par les gouvernements et les organisations internationales ayant pour but principal la propagation, l'approfondissement ou le maintien de la démocratie en tant que système politique dans le monde. D'après les Etats ayant adopté la démocratie et qui aujourd'hui la promeuvent, la démocratie serait un système de gouvernance moins susceptible de faire la guerre, mieux lotis économiquement et socialement plus harmonieux. 

## Critiques
Cependant, plusieurs critiques visent ces politiques de promotion de la démocratie, notamment celle des États-Unis qui profiteraient de celle-ci pour engager une politique interventionniste, voire militariste,. Les nombreuses interventions militaires des Etats-Unis dans le monde en sont l'exemple. 
Les pays démocratiques et membres de l'Otan sont souvent critiqués pour ces raisons. La France est par exemple pointé du doigt par certains pays africains pour ses interventions au Mali ou au Tchad. Ses interventions ont souvent pour but de lutter contre le terrorisme et d'instaurer un régime démocratique dans ses pays fragilisés par les nombreux conflits.  

## Evolution des transitions démocratiques
Avec la chute du rideau de fer en 1989, le nombre d'Etats connaissant une transition démocratique a augmenté. Les premiers pays à connaitre cette transition sont les pays de l'Est de l'Europe ou Ex-URSS. Selon l'ONG Freedom House, le nombre de démocraties connait, alors un bond dans le nombre d'Etat démocratique dans le monde passant de 1974 à 2006 de 41 à 123 sur 192. Cependant, le rythme de la transition s'est considérablement ralenti depuis le début du XXIe siècle, ce qui a incité l'ONG à réfléchir à la question de savoir si la démocratie, pourrait être menacée.  
En effet, depuis quelques années des chercheurs signalent ce qu'ils nomment un « déficit démocratique », même dans les pays où des systèmes démocratiques existent déjà, et pour certains de ceux-ci depuis fort longtemps, notamment les États-Unis, le Brésil, l'Australie et les pays de l'Union européenne comme la France, le Royaume-Uni, la Grèce, l'Espagne ou l'Italie,. 
Ainsi, les nouveaux enjeux de la politique de promotion de la démocratie dans les pays démocratique poussent les chercheurs et les politiques à concevoir des nouvelles pratiques afin de garantir et d'encourager la démocratie dans un monde mondialisé et multipolaire. 

## La démocratie un acquis fragile
Pour la plupart des habitants des pays démocratiques, la démocratie semble être une évidence. Cependant, ces dernières années, l'indice de démocratie (L'indice de démocratie est une évaluation annuelle du niveau de démocratie des États) semble reculer dans les plus grandes démocraties au mondes,. Par exemple aux États-Unis, l'indice de démocratie est en baisse, passant ainsi de 8,22 en 2006 à 7,92 en 2020. De nombreux pays qui semblaient prendre une transition démocratique ont finalement inversé cette tendance en se rapprochant de régimes plus fermes. Ce constat nous est par exemple montré avec la Turquie ou même le Tadjikistan.